# Jewgienij Murow
Jewgienij  Aleksiejewicz Murow (ros. Евгений Алексеевич Муров; ur. 1945 w Zwienigorodzie) – funkcjonariusz służb specjalnych ZSRR i Federacji Rosyjskiej, generał armii.

## Życiorys
Wykształcenie wyższe techniczne i wyższe specjalne (Instytut Systemu Bezpieczeństwa Państwowego). Od 1971 roku pełnił służbę w organach bezpieczeństwa. W latach 1974–1991 służba w wywiadzie KGB. Ponad 3,5 roku na delegacji w krajach Południowo-Wschodniej Azji. W latach 1992 do 1997 zajmuje  stanowisko szefa szeregu jednostek FSB w Petersburgu. W 1997 roku zastępca szefa Zarządu FSB w Sankt Petersburgu i Obwodzie Leningradzkim. W centrali FSB pierwszy zastępca szefa departamentu kontrwywiadu ekonomicznego. Od 18 maja 2000 roku szef Federalnej Służby Ochrony (FSO), zmieniony na tym stanowisku 26 maja 2016 przez Dmitrija Koczniewa